# Никола Равашола
Никола Атанасов, известен като Равашола, е български революционер, деец на Вътрешната македоно-одринска революционна организация.

## Биография
Атанасов е роден в 1863 година в Батак или в Перущица, тогава в Османската империя. Живее в Анхиало и Бургас. Работи като надзирател на Поморийските солници, пощенски служител и хамалин на Бургаското пристанище. Влиза във ВМОРО и в края на 1902 година заминава за Странджа с четата на Михаил Герджиков. Взима прякора на френския анархист Равашол. Става приближен на войводата Пано Ангелов и влиза в неговата чета.
На 28 март четата на Пано Ангелов и четниците му Никола Равашола, Георги Мутафов, Атанас Вълканов и Петко Пухов се намира в Сърмашик, където четата е предадена и в започналото сражение загиват Пано Ангелов и Никола Равашола. Смъртта им е възпята от Яни Попов в странджанската марсилеза „Ясен месец“.
През 1997 година по повод 100-годишнината на тракийската организация и 94 години от подвига на героите от Сърмашишката афера, в местността Диманова поляна в Бръшлян е издигната паметна плоча.